# Azerbeidzjaanse Volksregering

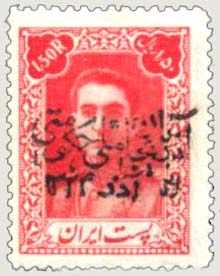
Een postzegel uitgebracht door de Azerbeidzjaanse Volksregering

De Azerbeidzjaanse Volksregering (Russisch: Азербайджанское народное правительство) was tussen november 1945 en november 1946 een Sovjet-vazalstaat in Noord-Iran met Tabriz als hoofdstad. De opkomst en ondergang waren onderdeel van de Irancrisis, die zelf de voorloper was van de Koude Oorlog.
In augustus 1941 bezetten Britse en Russische troepen gezamenlijk Iran om de toevoer van oorlogsmaterieel aan de Russische troepen te verzekeren. Sovjettroepen uit Armenië en Azerbeidzjan en Britse en Indiase troepen uit Irak drongen Iraans grondgebied binnen en namen kort daarna de macht in het land over. In september dwongen de Britten Reza Sjah af te treden ten gunste van zijn zoon Mohammed Reza Pahlavi. Deze zou het land tot 1979 regeren.
Voormalig geheim materiaal uit de Koude Oorlog vermeldt de vorming van een regering door Jafar Pishevar op bevel van Stalin zelf. Het Sovjetleger steunde het nieuwe autonome gebied en verhinderde de herovering van het gebied door het Iraanse leger. Nadat de Sovjets zich terugtrokken werd het in december 1946 alsnog heroverd. Pishevari en zijn regering vluchtten naar de Sovjet-Unie:

Op 11 december trok het Iraanse leger Tabriz binnen, waarna de regering-Pishevari snel ineenstortte. De Iraniërs werden door het Azerbeidzjaanse volk, dat veel liever door Teheran dan door Moskou werd geregeerd, hartelijk verwelkomd. De bereidheid van de Sovjets om hun invloed in Iraans Azerbeidzjan op te geven werd waarschijnlijk door meerdere factoren beïnvloed, waaronder het inzicht dat de drang naar onafhankelijkheid was overdreven en dat de toevoer van olie een belangrijker langetermijndoel van de Sovjets was.

Na de afzetting van Reza Sjah veroverden Sovjettroepen Tabriz en noordwest Perzië om militaire en strategische redenen. De Azerbeidzjaanse Volksregering, een door de Sovjets opgezette marionettenregering onder leiding van Jafar Pishevari, werd in Tabriz uitgeroepen. De Firqah-i Dimukrat (Azerbeidzjaanse Democratische Partij, ADP), ingesteld op bevel van Stalin zelf, legde de nadruk op lokale ontevredenheid met de op centralisatie gerichte politiek van Reza Sjah. Nu Noord-Iran door de Sovjets bezet was maakte Stalin plannen om het socialisme te "verspreiden" door separatistische vazalstaten in te stellen.
De Koerdische Staatsrepubliek Koerdistan was zo'n staat, en de Sovjets besloten daarnaast een afgescheiden natie voor de Azerbeidzjaanse bevolking van Noord-Iran te maken. Tegelijkertijd ontstond met de hulp van schrijvers, journalisten en leraren uit Sovjet-Azerbeidzjan een heropleving van de Azerbeidzjaanse taal. Deze was tot op dat moment overvleugeld door het Perzisch. In de hoop homogeniteit op te leggen aan een land dat voor een groot deel uit etnische minderheden bestond, had Reza Sjah eerder verboden uitgevaardigd op het gebruik van het Azerbeidzjaans in een aantal situaties.
Een groep communistische veteranen onder leiding van Jafar Pishevar maakte op 3 september 1945 in Tabriz de vorming van de ADP bekend. Vervolgens hief de bestaande communistische Tudeh-partij haar Azerbeidzjaanse afdeling op en droeg haar leden op lid te worden van de ADP. De ADP breidde haar invloed in Iraans Azerbeidzjan uit en voerde een plaatselijke staatsgreep uit terwijl Sovjettroepen het Iraanse leger verhinderden de provincie binnen te trekken.
In de eerste week van september 1945 maakte de ADP, nu geleid door Pishevar (sedert lange tijd de leider van de revolutionaire beweging in Gilan), bekend de macht te hebben in Iraans Azerbeidzjan; zij beloofde liberaal-democratische hervormingen en ontbond de lokale afdeling van de Tudeh-partij. Later die maand stond de ADP op haar eerste congres de vorming van een boerenmilitie toe. Deze had tegen het midden van november 1945 alle overgebleven regeringsposten in de provincie veroverd en Iraans Azerbeidzjan "werd een autonome republiek onder bewind van een uit 39 leden bestaand nationaal uitvoerend comité". De eerste en enige premier was Ahmed Kordary (ook wel Kordari of Kodari gespeld).
Op hetzelfde moment was de VS doende haar militaire steun aan de regering te vergroten. Onder druk van het Westen trok de Sovjet-Unie haar steun aan de nieuw ontstane staat in en het Iraanse leger slaagde er in november 1946 in de macht weer in handen te krijgen:

Het bleek dat de Sovjets moesten erkennen dat hun ideeën over Iran prematuur waren. Iraans Azerbeidzjan werd een van de eerste schermutselingen van de Koude oorlog en de Sovjettroepen trokken zich onder druk van het westen in 1946 terug. De autonome republiek stortte snel daarna in en de leden van de Democratische Partij vluchtten voor de Iraanse wraak naar de Sovjet-Unie. In Tabriz begroetten de massa's die onlangs de autonome republiek hadden toegejuicht nu de terugkerende Iraanse troepen en Azerbeidzjaanse studenten verbrandden lesboeken in hun eigen taal in het openbaar. De massa was zelfs niet rijp voor regionaal zelfbestuur, zolang dat naar separatisme rook.

Op 13 juni 1946 werd een overeenkomst gesloten tussen de centrale regering in Teheran en afgevaardigden van Azerbeidzjan onder leiding van Pishevar. In deze overeenkomst stemde Pishevar erin toe dat Iraans Azerbeidzjan zijn autonomie opgaf, zijn ministeries en premierschap sloot en weer een deel van Iran werd. Het parlement werd omgezet in een provinciale raad; een systeem waar in de Iraanse grondwet ruimte voor aanwezig was.
Midden december 1946 trok het Iraanse leger Tabriz binnen en maakte daarmee na precies een jaar een einde aan de Azerbeidzjaanse Volksregering. Jafar Pishevar, die nooit echt door Stalin werd vertrouwd, stierf kort daarna onder mysterieuze omstandigheden bij een auto-ongeluk. Premier Kordary werd jarenlang door de sjah opgesloten en door onophoudelijke inspanningen van zijn broer Kazem vrijgelaten.

## Documenten

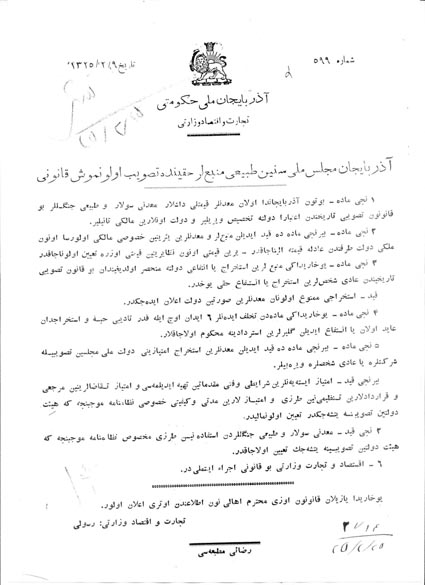
Een officieel document met het briefhoofd van de Azerbeidzjaanse Volksregering
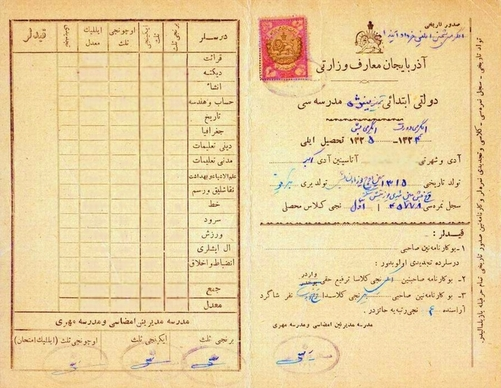
Deel 2 van het document